# Мурадян, Ваго
Ваго Мурадян (англ. Vago Muradian) — американский военный журналист, редактор и ведущий на протяжении 14 лет личного шоу в Defense News — международного еженедельника новостей в сфере обороны. Основатель и управляющий редактор Defense Daily International, международный репортёр Defense Daily — ведущего ежедневного информационного бюллетеня США, освещающего оборонную и аэрокосмическую промышленность. Редактор и ведущий Defense & Aerospace Report.

## Биография

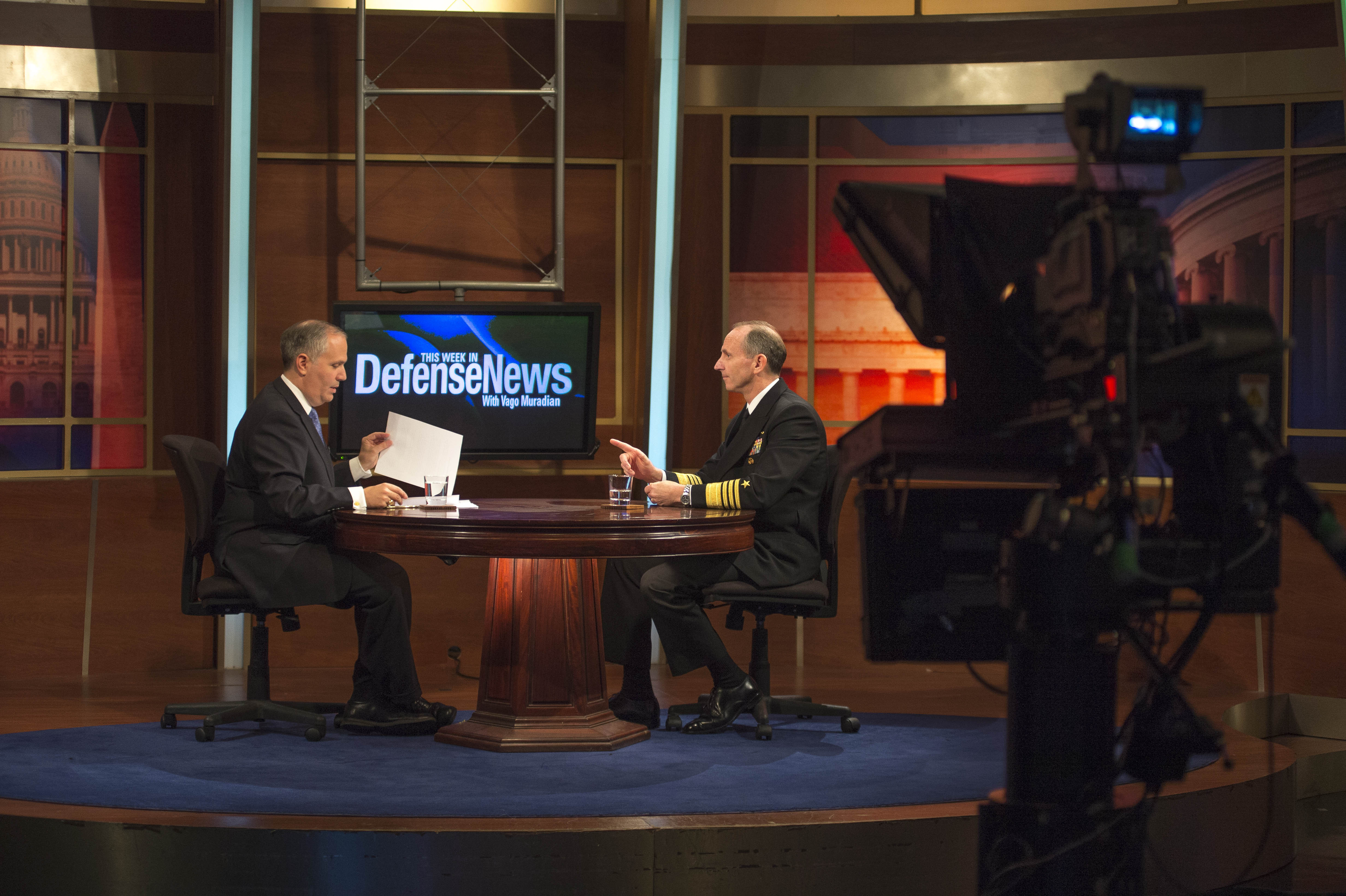
Начальник военно-морских операций адмирал Джонатан Гринерт дает интервью Ваго Мурадяну

Работал в Air Force Times — независимого американского издания, освещающего деятельность ВВС США, где он освещал глобальные операции, в том числе в Европе, на Гаити, в Сомали и Заире.
Множество раз был участником телеэфиров C-SPAN, CNN, CNBC, MSNBC, давал радиоинтервью на местных станциях, а также на международных каналах, таких как BBC, Australian Broadcasting Corporation, Swiss TV и других.
Выступал с докладом на саммите NAB Show, посвящённому будущему правительственных и военных СМИ.